# Biccherna

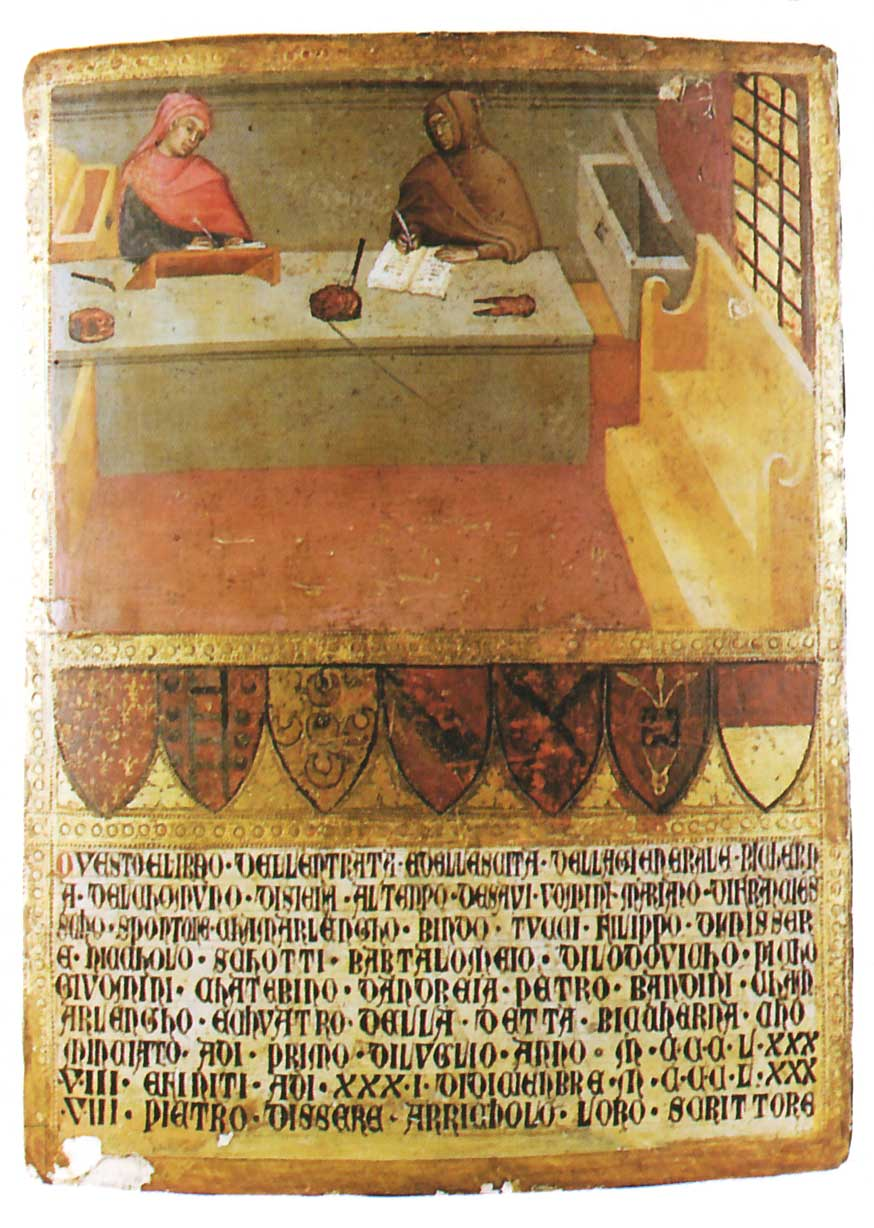
Paneeltje van een boekdeel uit de biccherna, Siena 1380.

De Biccherna die actief was van de 12e eeuw tot in 1786 was een van de voornaamste financiële administraties van de republiek Siena. De biccherna controleerde de inkomsten en uitgaven van de stad. Ze was samengesteld uit een camarlengo en vier provveditori, ambtenaren belast met de controles. Na de annexatie van de republiek door Cosimo I de' Medici bij het Hertogdom Florence in 1555, werd de biccherna een controleorganisme zonder autonomie. De term biccherna zou afgeleid zijn van het keizerlijk paleis Blacherne in Constantinopel, waar de schatkist van de keizer werd bewaard. In een akte van 1193 wordt er trouwens over de blacherna senesium consulum gesproken, blacherna werd in het taalgebruik omgevormd tot biccherna.

## Dossiers of kunstwerken
De naam biccherna wordt ook gebruikt om de kleine geschilderde paneeltjes te benoemen die gebruikt werden als boekplat voor de dossiers van de administratie. De beheerders van de biccherna werden voor zes maand aangesteld, en het was gebruikelijk om op het einde van die periode een paneeltje te bestellen bij een van de lokale schilders, om het dossier van hun beheersperiode mee te versieren. De geschilderde taferelen waren zeer divers: een afbeelding van de camarlengo bij zijn werk, religieuze, symbolische en allegorische taferelen dikwijls in verband met het politieke en religieuze leven in Siena, maar vaak werd ook een bijzondere gebeurtenis afgebeeld die tijdens het afgelopen mandaat had plaatsgevonden. Al vrij snel gingen andere administraties van de republiek de gewoonte overnemen zoals la Gabella, het Opera Metropolitana del Duomo, het hospitaal van Santa Maria della scale, de universiteit en nog vele andere. Op die wijze ontstonden een hele reeks biccherne tussen 1258 en 1682 die telkens gedateerd zijn. Ze vormen een unieke illustratie van de geschiedenis van de stad en van de evolutie van de schilderkunst over die periode. Voor het schilderen van de paneeltjes werd dikwijls beroep gedaan op de grootste meesters.
Als men uitgaat van 2 paneeltjes per jaar over de periode van 1258 tot 1682 zouden er in principe 848 biccherne geproduceerd zijn waarvan slechts een fractie bewaard is gebleven. Het Archivio di Stato di Siena heeft er 105 in zijn collectie.

## Iconografie
Het eerste van de 124 bekende tabletjes is van 1258 en van de hand van Gilio di Pietro en stelt de monnik Ugo van San Galgano voor, schrijvend aan zijn werktafel. De oudste paneeltjes zijn dikwijls de enige gedocumenteerde werken van schilders uit de periode voor Duccio di Buoninsegna zoals voor Dietisalvi di Speme en Guido di Graziano. Aanvankelijk werd de camarlengo weergegeven schrijvend aan een document, met daaronder de wapenschilden van de ambtenaren van de biccherna en een notitie met hun namen en de periode van het afgelopen mandaat. Vanaf de 14e eeuw komen ook regelmatig religieuze onderwerpen voor zoals in 1357 de Besnijdenis van Jezus van Luca di Tommè, en in 1367 de Drie-eenheid met heiligen, toegeschreven aan Niccolò di Bonaccorso. Ook symbolische onderwerpen zoals Goed bestuur komen vanaf dan aan bod. In de 15e eeuw gaat men ook bijzondere gebeurtenissen schilderen zoals  Paus Pius II die zijn neef tot kardinaal wijdt door Vecchietta in 1460 en een afbeelding van de Heilige Maagd die Siena beschermt voor een aardbeving van Francesco di Giorgio Martini.
In tweede helft van de 15e eeuw gaat men stilaan het idee van een boekomslag verlaten en worden grotere werken geproduceerd.

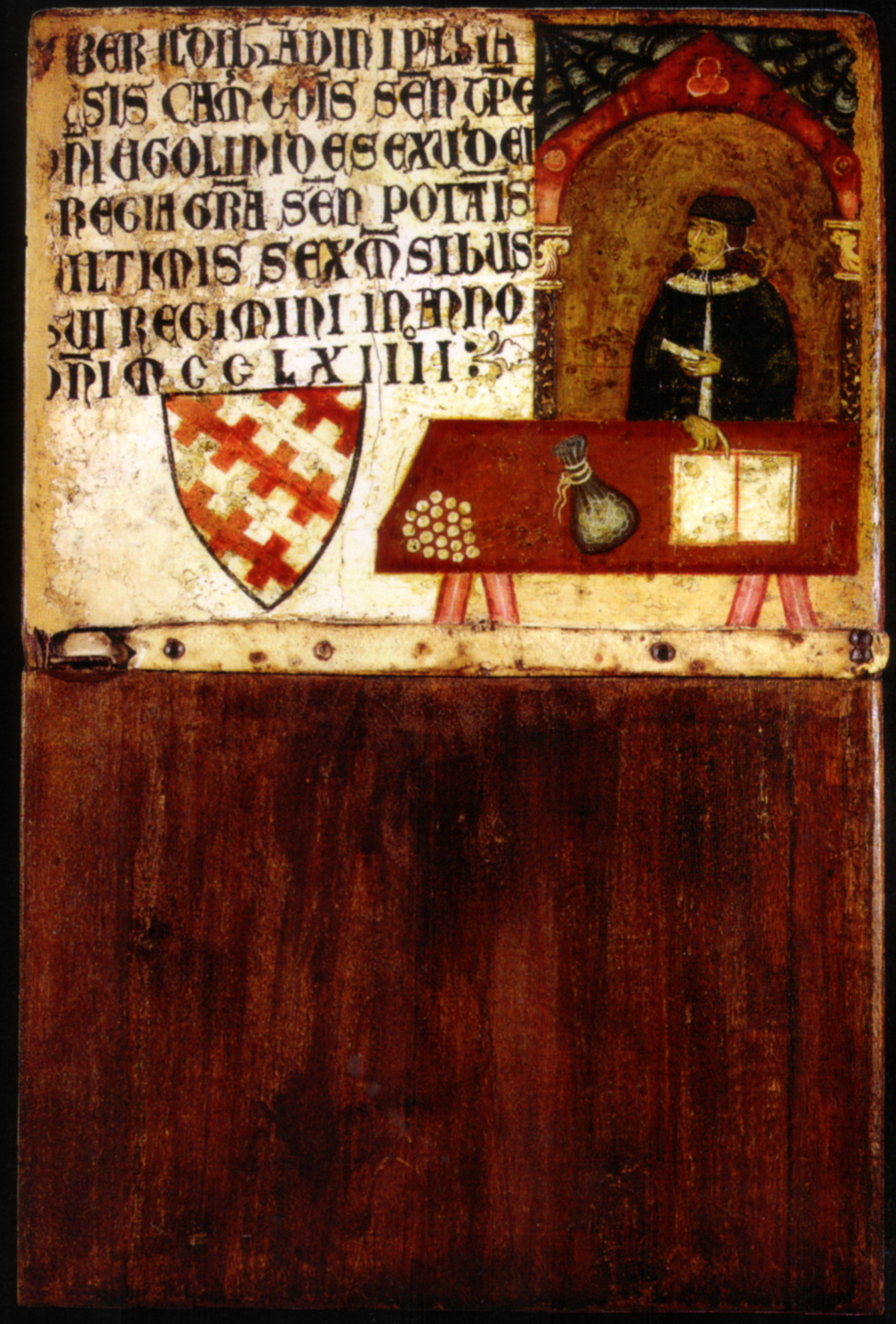
De camerlengo Ildebrandino Pagliaresi
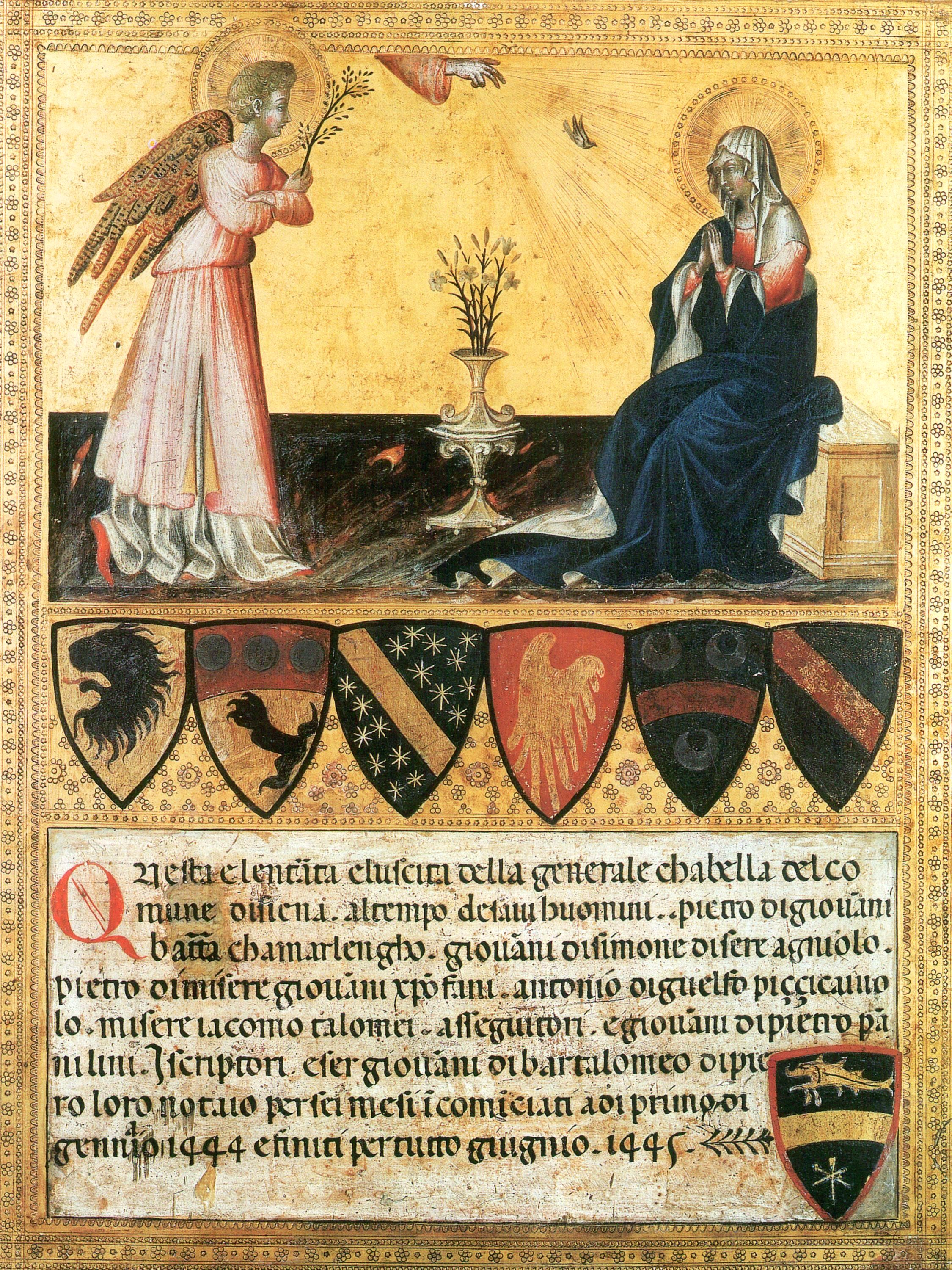
Annunciatie
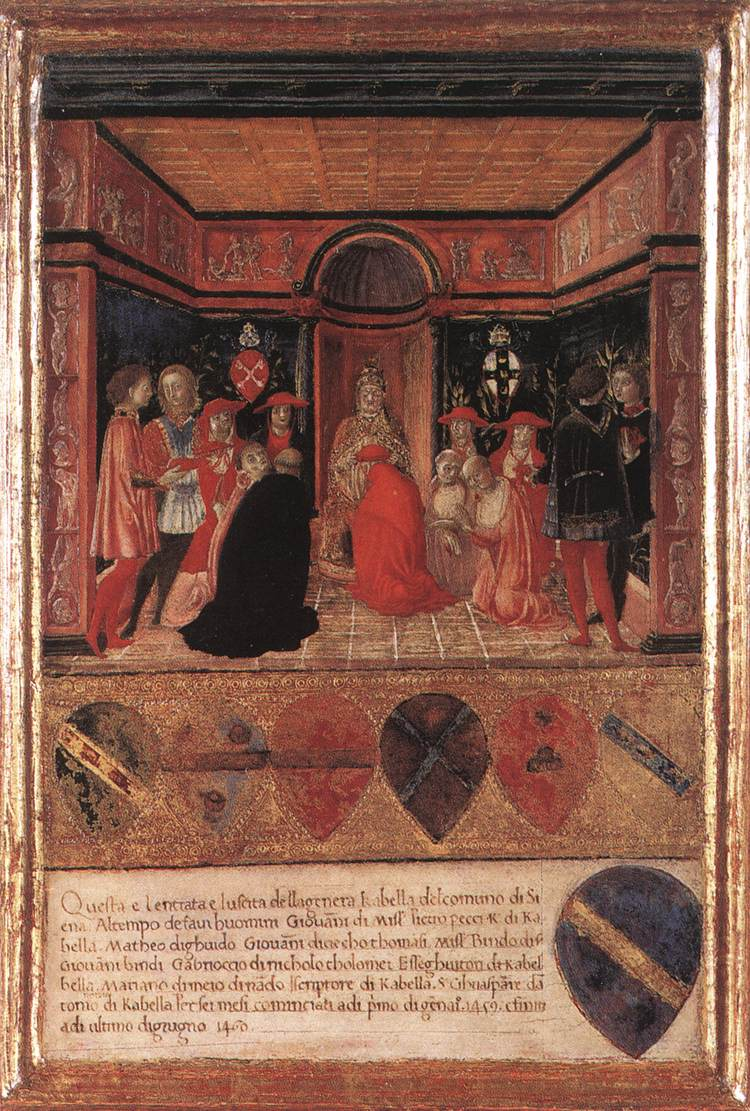
Paus Pius II wijdt zijn neef tot kardinaal.
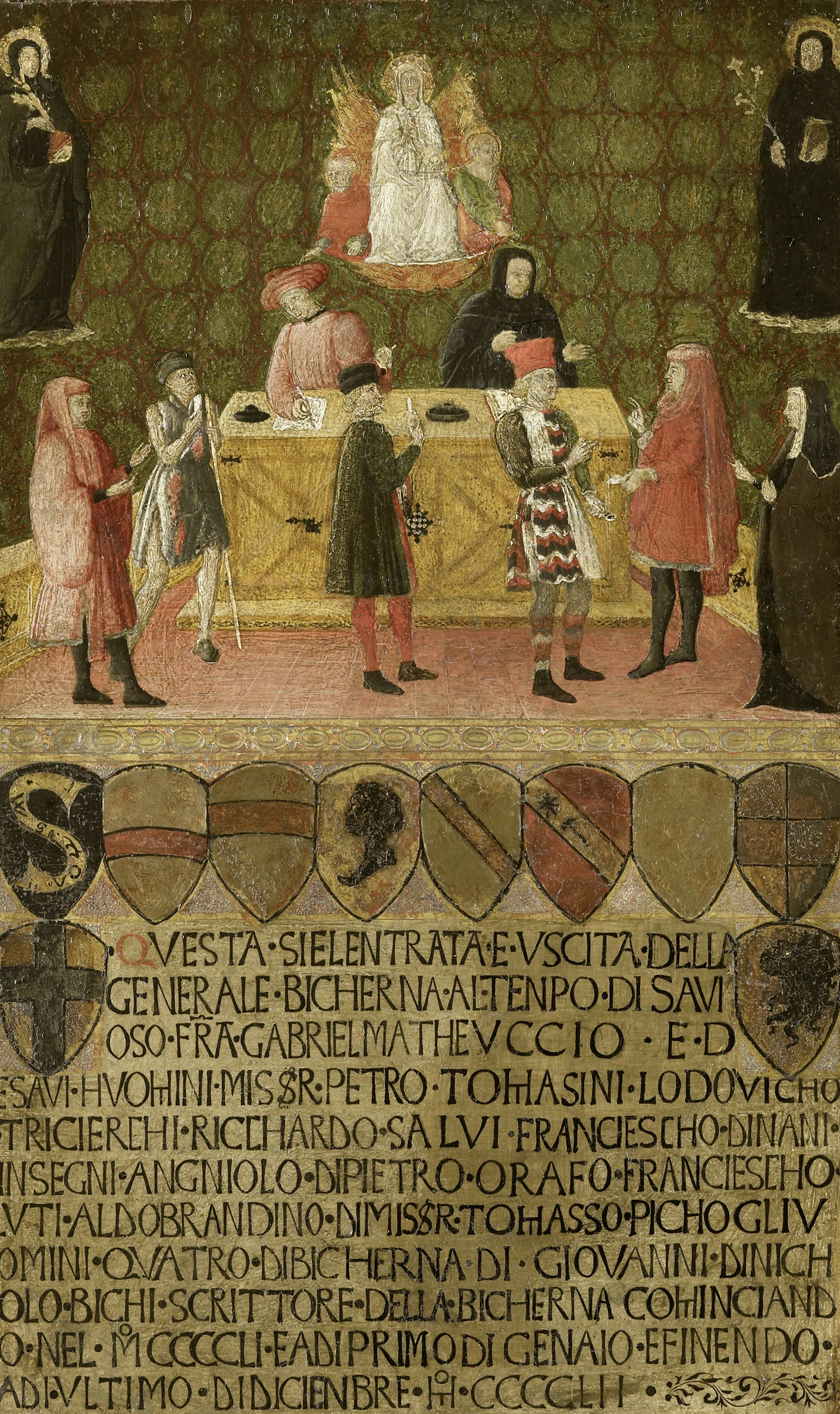
De biccherna van Siena
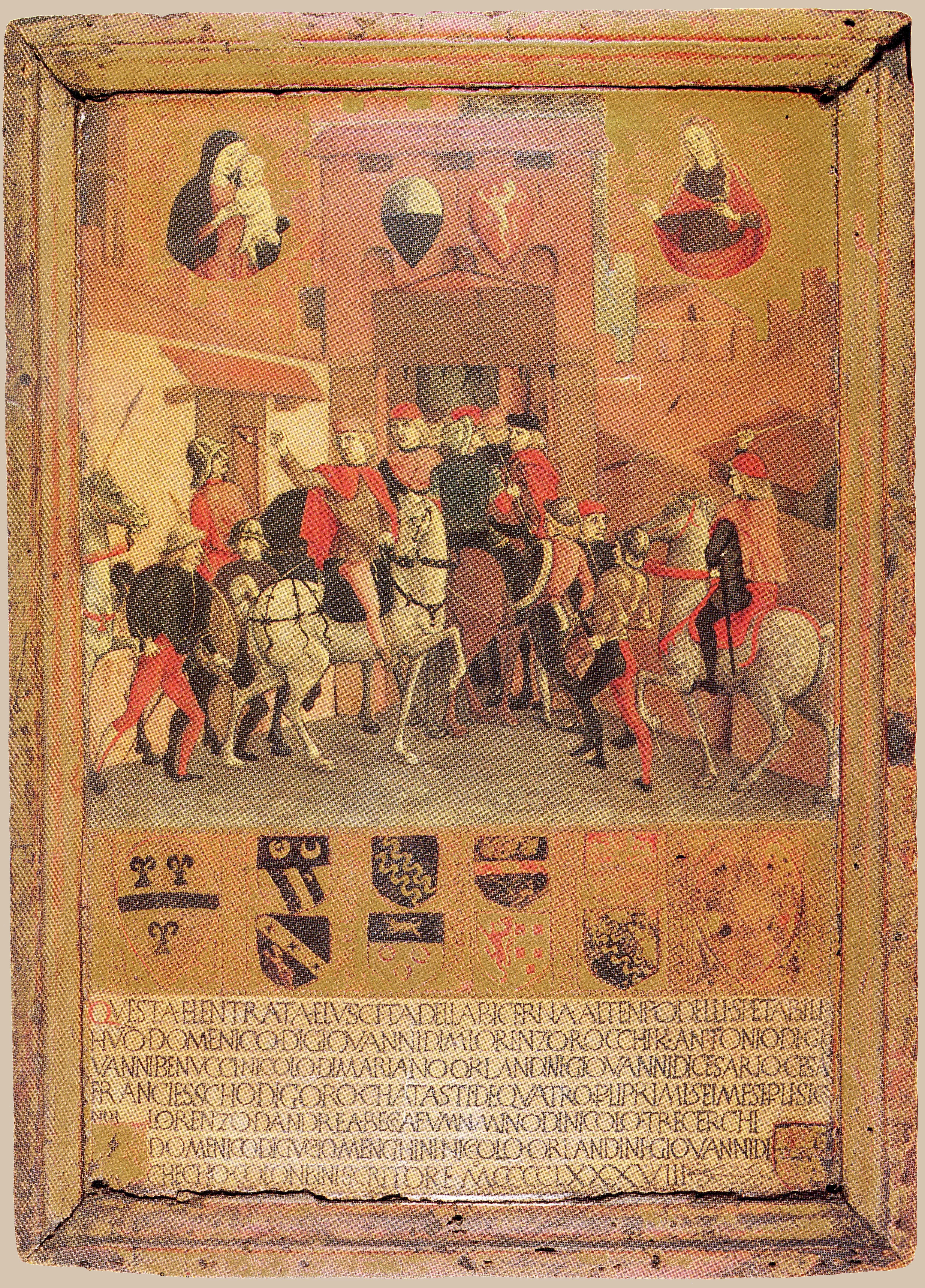
De terugkeer van de  Noveschi in Siena.
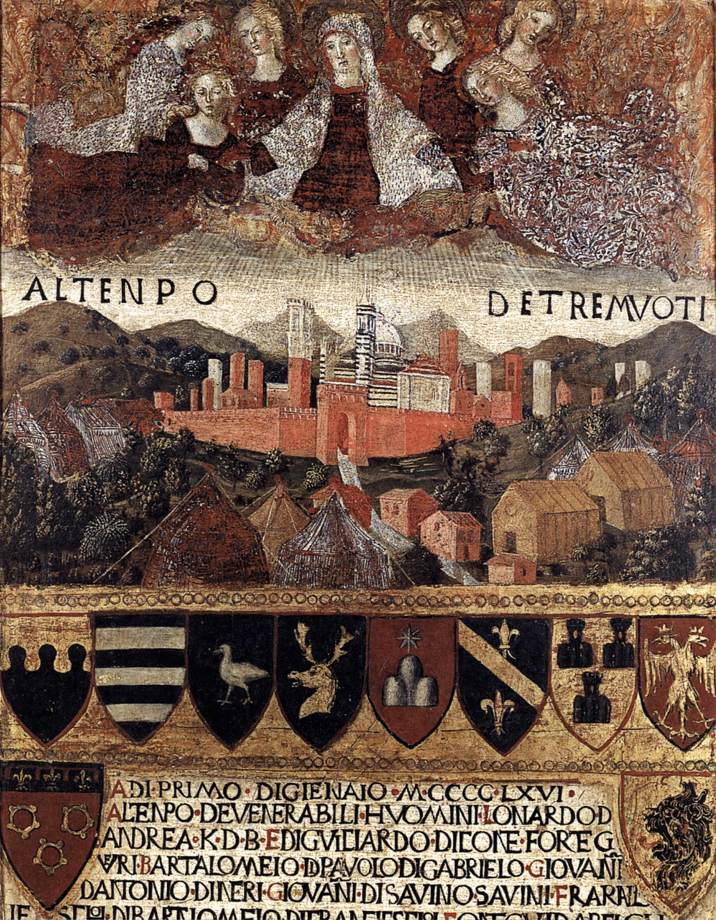
De Heilige Maagd beschermt Siena voor een aardbeving.

## Bewaarde werken
Vanaf de 18e eeuw kwam de verspreiding van de verzameling van biccherne op gang. Families namen paneeltjes waarop leden van de familie werden genoemd in beslag en uiteindelijk kwamen die dikwijls op de kunstmarkt terecht. In de 19e eeuw slaagde het hoofd van de Bibliotheek van Siena erin, om een groot deel van de biccherne te recupereren. Ze werden ondergebracht in het Archivio di Stato di Siena. Een aantal paneeltjes zijn terechtgekomen in musea verspreid over de wereld.

## Weblinks
- (nl) Schilderkunst en geldwezen te Siena (13de-16de eeuw). Tentoonstelling in de Koninklijke Bibliotheek van België.
- (it) Il tesoro di Siena, website met een aantal afbeeldingen en omschrijving.